# Rhapsodie suédoise no 1
Veillée d'été

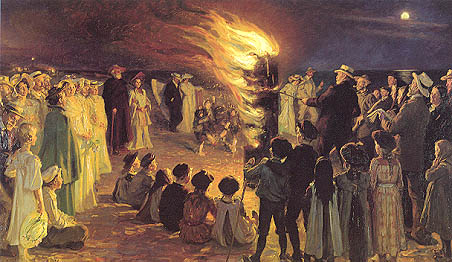
Nuit de la Saint Jean, Skagen. Peinture de Peder Severin Krøyer. Hugo Alfvén est parmi les invités

La Rhapsodie suédoise no 1 (suédois: Svensk rapsodi) avec le sous-titre de Midsommarvaka (Veillée d'été), opus 19 (Rudén 45), une rhapsodie symphonique composée par le suédois Hugo Alfvén (1872–1960). Publiée en 1903, Alfvén l'avait écrite pendant un séjour à Skagen au Danemark.
Connue également comme La Nuit de la Saint Jean, l'œuvre est largement diffusée sous sa forme originale ainsi que sous plusieurs variantes instrumentales. 
La première de la rhapsodie eut lieu à l'Opéra royal de Stockholm le 10 mai 1904. Elle fut présentée à Chicago en 1912 et à New York en 1913. L'œuvre porte la dédicace : « À mon frère Gösta ».
La musique s'inspire de la tradition folklorique finlandaise, y compris une mélodie pour violon Jössehäradspolska de Värmland,  et la chanson Trindskallevisan. Sous le nom de Swedish Rhapsody, la pièce a connu une grande popularité internationale, en particulier grâce au disque de Percy Faith en 1953 ainsi qu'à un arrangement orchestral de Mantovani en 1954.

## Structure
Ses quatre sections Allegro moderato, Andante, Allegretto et Allegro con brio ont une durée totale de 13 minutes.

## Orchestration
| Instrumentation de la Rhapsodie suédoise no 1                                                                                              |
| Cordes |
| premiers violons, seconds violons, altos, violoncelles, contrebasses 2 harpes                                                              |
| Bois |
| 3 flûtes une jouant du piccolo, 3 hautbois, dont un jouant du cor anglais, 3 clarinettes dont une jouant de la clarinette basse, 3 bassons |
| Cuivres |
| 4 cors, 2 trompettes 3 trombones 1 tuba |
| Percussions |
| timbales, 2 percussionnistes |